# Julia von Bahr
Julia Charlotta Henrika von Bahr, född 28 januari 1866 i Forssa socken, Södermanland, död 5 september 1942 i Göteborg, var en svensk lärare, sanatoriegrundare och byggherre.

## Biografi
Julia von Bahr var dotter till assuransdirektören och kaptenen Otto von Bahr och Charlotta Boström. Hon var tredje barnet i en syskonskara om tio. Bland syskonen fanns gymnastikdirektören Louise von Bahr, ingenjören Per von Bahr och Anna von Bahr som var gift med redaktören och politikern Henrik Hedlund. Syskonen var även kusiner till fysikern Eva von Bahr-Bergius som blev Sveriges första kvinnliga docent i fysik.

### Utbildning
Julia von Bahr tog studenten vid Lyceum för flickor i Stockholm 1887 och studerade språk i England 1891–1892. Under åren 1887–1891 var hon verksam som privatlärare. Därefter följde en längre period då hon var anställd som lärare vid olika skolor och läroverk, vid Åhlinska skolan 1892–1894, i Östermalms högre läroanstalt för flickor 1893–1896 och i Sofi Almquists samskola i Stockholm 1892–1907.

### AB Sanatorievård
Från 1905 var Julia von Bahr styrelseledamot i det av henne grundade AB Sanatorievård som ägde Romanäs sanatorium utanför Tranås. Arkitekt för sanatoriet var Carl Westman. Julia von Bahrs morbror, landshövdingen Filip Boström var ordförande i styrelsen från verksamhetens start.

### AB Hemtrefnad
År 1910 flyttade Julia von Bahr till Göteborg. Samma år hade hon grundat AB Hemtrefnad i vilket hon var verkställande direktör och ordförande. Inspirationen hade hon fått från Stockholm där kollektivhuset Hemgården hade byggts 1906 med syfte att förse ensamstående och självförsörjande kvinnor med bostad. Kontorister i Göteborg hörde talas om konceptet och Julia von Bahr kom att bli ledande i förverkligandet av ett liknande bygge i Göteborg. Hon utlyste ett möte i mars 1910, dit alla som var engagerade i frågan kunde komma. Ett upprop till att teckna aktier i företaget gick ut samma år, där förutom målgruppen självförsörjande kvinnor, även flera framstående personer ur andra grupper tecknade sig för aktier.
En tomt vid hörnet Föreningsgatan och Erik Dahlbergsgatan i Göteborg köptes därefter in av det nybildade bolaget AB Hemtrefnad. Huset uppfördes 1911–1913 som ett bostadshus för yngre, ensamstående och självförsörjande kvinnor. Fastigheten, som ritades av arkitekterna Hans och Björner Hedlund, rymde ursprungligen 54 en- och tvårumslägenheter. I huset fanns också en gemensam restaurang och ett större sällskapsrum som låg högst upp i huset, samt bad- och tvättinrättning i källaren. Föreståndaren och betjäningen hade egna bostäder i fastigheten. Privata bjudningar var möjliga i husets gästmatsal. Verksamheten invigdes den 1 oktober 1913. Flera av rummen planerades för att göra det möjligt att bedriva privatundervisning. Som verkställande direktör i bolaget och föreståndare för Hemtrefnad under 25 år kom Julia von Bahr även att bo i huset.

### Engagemang
Julia von Bahr var också sekreterare i föreningen Göteborgs Lärarinnehem från 1912, ledare för en grupp av Ellen Keys Tolfternas samkväm 1896–1907, barnavårdsman i Lerum från 1920 och kassaförvaltare i styrelsen för Göteborgs kvinnohem.

### Utmärkelser
År 1911 tilldelades Julia von Bahr medaljen Illis quorum för sina insatser för landets lungsjuka. Hon dog den 5 september 1942 i Göteborg.